# 青山镇 (林口县)
青山乡，是中华人民共和国黑龙江省牡丹江市林口县下辖的一个乡镇级行政单位。

## 行政区划
青山乡下辖以下地区：
立民村、亚河村、亚东村、永河村、合乐村、青山村、青发村、青平村、小二龙村、大二龙村、新合村、虎山村和联合村。